# Нілу-Парде-Сар
Нілу-Парде-Сар (перс. نيلوپرده سر) — село в Ірані, у дегестані Ешкевар-е-Софлі, у бахші Рахімабад, шагрестані Рудсар остану Ґілян. За даними перепису 2006 року, його населення становило 22 особи, що проживали у складі 6 сімей.